# The Complete 1961 Village Vanguard Recordings
The Complete 1961 Village Vanguard Recordings de John Coltrane est un disque de jazz enregistré du 1er novembre au 5 novembre 1961 par Rudy Van Gelder au Village Vanguard à New York aux États-Unis et produit par Bob Thiele sur le label Impulse!
Sorti en coffret de quatre CD, il est sur Bandcamp.

## Musiciens
- John Coltrane : saxophone
- Eric Dolphy : clarinette basse, saxophone
- McCoy Tyner : piano
- Jimmy Garrison : contrebasse
- Reggie Workman : contrebasse
- Elvin Jones : batterie
- Roy Haynes : batterie
- Ahmed Abdul Malik : très probablement du tampoura (les notes du disque indiquant à tort l'oud)[3]

## Titres

### Disque 1
1. India [#] - 10:20
2. Chasin' the Trane - 9:41
3. Impressions - 8:42
4. Spiritual - 12:29
5. Miles' Mode - 9:53
6. Naima - 7:33

### Disque 2
1. Brazilia - 18:35
2. Chasin' Another Trane - 15:26
3. India - 13:14
4. Spiritual - 13:31
5. Softly, As in a Morning Sunrise - 6:25

### Disque 3
1. Chasin' the Trane - 15:55
2. Greensleeves - 6:08
3. Impressions - 10:49
4. Spiritual - 13:31
5. Naima [#] - 7:02
6. Impressions - 14:45

### Disque 4
1. India - 13:55
2. Greensleeves - 4:51
3. Miles' Mode [#] - 15:12
4. India - 15:06
5. Spiritual - 20:29